# Miroslav Pecarski
Miroslav "Miro" Pecarski, en serbio: Мирослав Пецарски (nacido el 21 de marzo de 1967 en Kikinda, Voivodina, Serbia), es un exjugador de baloncesto serbio. Con 2.11 metros de estatura, jugaba en la posición de pívot. Su hijo Marko Pecarski también es jugador de baloncesto.

## Trayectoria
[actualizar]